# Astronium conzattii
Astronium conzattii är en sumakväxtart som beskrevs av Joseph Blake. Astronium conzattii ingår i släktet Astronium och familjen sumakväxter. Inga underarter finns listade i Catalogue of Life.